# هابیل و قابیل (فیلم)
«هابیل و قابیل» (انگلیسی: Cain and Abel (film)) فیلمی در ژانر کمدی است که در سال ۲۰۰۶ منتشر شد. از بازیگران آن می‌توان به اسکات ال. شوارتز، بریجت پاورز، و سارا جونز اشاره کرد.